# Пехов Володимир Анатолійович
Володимир Анатолійович Пехов (нар. 4 січня 1969, місто Комунарськ, тепер Алчевськ Луганської області) — український діяч, президент Житомирського обласного громадського об'єднання «Відродимо Полісся», заступник голови Житомирської обласної ради. Народний депутат України 7-го скликання.

## Біографія
Освіта вища.
Працював генеральним директором ТОВ «Консалтинг Груп «Ексім». Член Партії регіонів.
Голова постійної комісії з питань екології та використання природних ресурсів, керівник фракції «Партія регіонів» в Житомирській обласній раді.
У 2007—2008 роках — заступник голови Житомирської обласної ради.
Був радником міністра аграрної політики України Миколи Присяжнюка.
Президент Житомирського обласного громадського об'єднання «Відродимо Полісся».
Народний депутат України 7-го скликання з .12.2012 до .11.2014, виборчий округ № 64, Житомирська область. Член фракції Партії регіонів (грудень 2012 — лютий 2014), член Комітету з питань державного будівництва та місцевого самоврядування (з .12.2012).